# Perdita cazieri
Perdita cazieri är en biart som beskrevs av Timberlake 1960. Perdita cazieri ingår i släktet Perdita och familjen grävbin. Inga underarter finns listade i Catalogue of Life.